# Joseph Lingens

Joseph Lingens (1818–1902). Photographie von August Kampf, Aachen. um 1874

Joseph Lingens (* 10. August 1818 in Aachen; † 31. Oktober 1902 ebenda) war ein deutscher Politiker. Er war Mitglied der Zentrumspartei und gehörte dem Reichstag an.

## Leben
Lingens wurde am 10. August 1818 in Aachen als Sohn des Tuchfabrikanten Peter Josef Lingens geboren. Nach dem Abitur auf dem Aachener Kaiser-Karls-Gymnasium studierte er ab 1836 Jura und Staatswissenschaften an den Universitäten Bonn, Berlin und Paris. 1840 trat Lingens am Aachener Landgericht in den preußischen Justizdienst ein, 1845 ließ er sich in Aachen als Rechtsanwalt nieder. 1846 heiratete er die Kaufmannstochter Barbara Clemens.

## Kirchliches Engagement
Lingens war stark kirchlich engagiert. Seit dem ersten Katholikentag 1848 in Mainz war er regelmäßiger Teilnehmer an Katholikentagen, er übernahm 1867 die Präsidentschaft des Katholikentages in Innsbruck.
Weiterhin war er in einer Vielzahl von katholischen Vereinen Aachens Mitglied oder Gründungsmitglied sowie Komtur des Ritterordens vom hl. Grab. Darüber hinaus wurde auf seine maßgebliche Initiative hin der Campo Santo auf dem Aachener Westfriedhof angelegt, wo Lingens später auch seine letzte Ruhestätte fand.

## Politischer Werdegang
Von 1852 bis 1855 war Lingens Mitglied des preußischen Landtags (Wahlkreis Eupen). Von 1856 bis 1901 war Lingens Mitglied der Aachener Stadtverordnetenversammlung. Im Reichstag von 1871 gehörte Lingens zu den Gründungsmitgliedern der Zentrumsfraktion. Bei den folgenden Reichstagswahlen gewann er sein Mandat im Wahlkreis Regierungsbezirk Köln 5 (Siegkreis - Waldbröl) stets im ersten Wahlgang. Nach der Wahl 1898 war Lingens Alterspräsident des Reichstages. Erst ein Schlaganfall zwang ihn, am 19. Oktober 1901 sein Mandat als Reichstagsabgeordneter niederzulegen und von allen öffentlichen Ämtern zurückzutreten.
Seine Reden als Reichstagsabgeordneter galten in erster Linie dem Eintreten für die Sonntagsruhe im Militär und in den staatlichen Betrieben wie Post und Eisenbahn.

## Auszeichnungen und Ehrungen
- Papst Pius IX. ernannte ihn 1871 zum Geheimkämmerer
- Die Katholische Universität Löwen verlieh ihm 1875 die Würde eines Ehrendoktors der Rechte.